# Konrad Grob (peintre)
Pour les articles homonymes, voir Konrad Grob.
Konrad Grob (3 septembre 1828 - 9 janvier 1904) est un peintre suisse, né à Andelfingen dans le canton de Zurich. Il a appris la lithographie dans les années 1840 à Winterthur. Il s'est rendu en Italie où il a travaillé à Vérone et à Naples. Il a ensuite étudié la peinture à l'Académie des arts de Munich, où il a ouvert son propre atelier et où il est mort en 1904.
Il a eu un certain succès commercial avec des peintures romantiques de la vie rurale. Son tableau le plus connu est Pestalozzi bei den Waisen von Stans, présenté aujourd'hui au Öffentliche Kunstsammlung (musée de l'art) de Bâle.